# Amblyoproctus boondocksius
Amblyoproctus boondocksius är en skalbaggsart som beskrevs av Brett C.Ratcliffe 1988. Amblyoproctus boondocksius ingår i släktet Amblyoproctus och familjen Dynastidae. Inga underarter finns listade i Catalogue of Life.